# Philips
Philips (il nome completo è Philips N.V) è un'azienda multinazionale olandese fondata nel 1891 ad Eindhoven e con sede legale ad Amsterdam. Dopo essere stata per più di 120 anni tra le maggiori aziende al mondo nel settore elettronico (audio e video, illuminazione, microprocessori, compact disc, piccoli elettrodomestici) ha scorporato e venduto tali attività a partire dal 2011 per concentrarsi sempre di più nel settore delle nuove tecnologie per la salute. Nel 2023 la società Exor
ne ha acquisito una partecipazione rilevante come investitore di lungo periodo.  È quotata all'Euronext di Amsterdam e al NYSE di New York.

## Storia

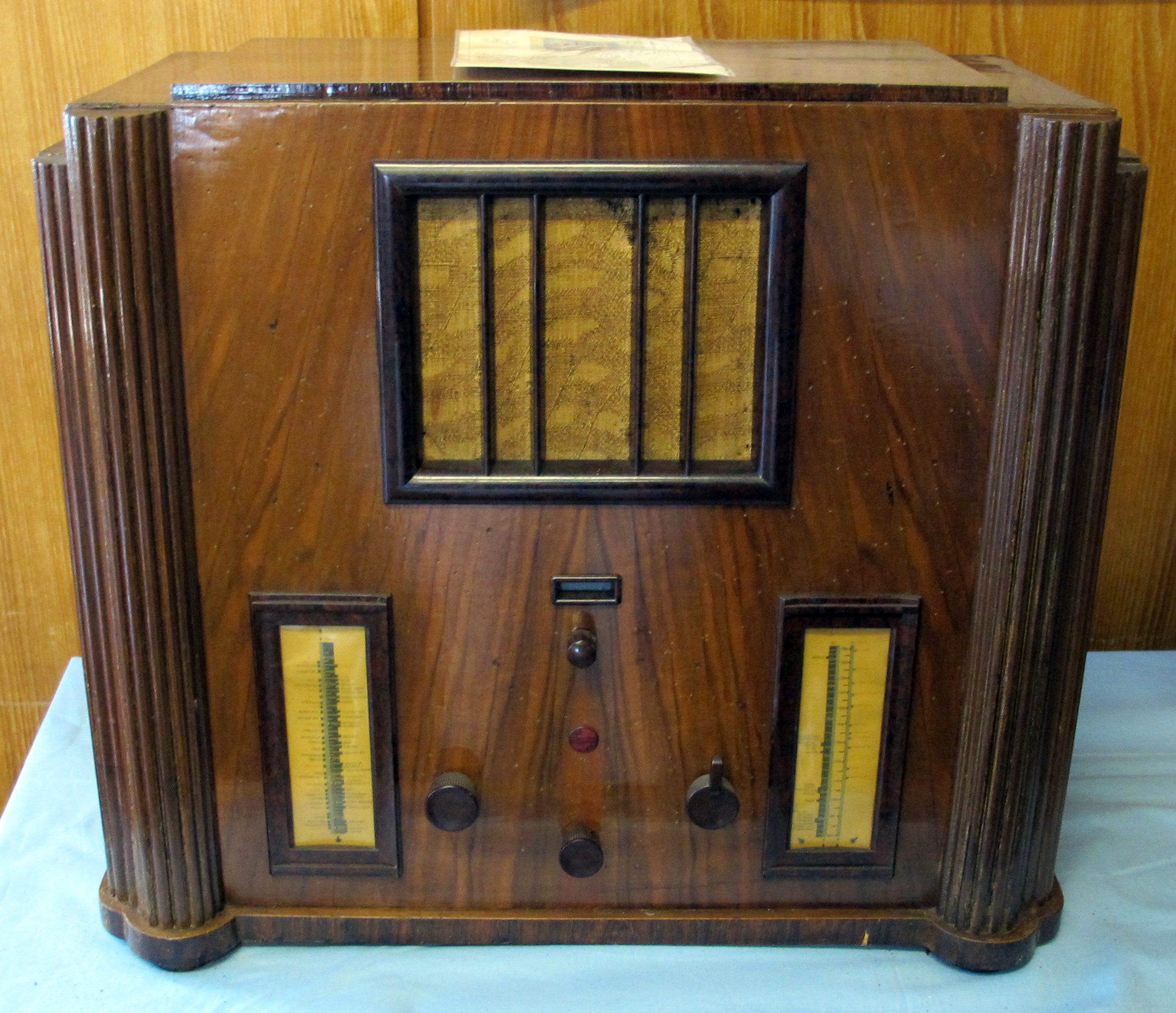
Modello di radio 428, di produzione Philips, 1936

La sua fondazione risale al 1891 ad opera di Gerard Philips e di suo padre Frederik. Quattro anni dopo, fa il suo ingresso in azienda Anton Philips, fratello di Gerard. La produzione iniziale della società fu di lampadine elettriche in uno stabilimento di Eindhoven che oggi è stato trasformato in museo.
L'azienda crebbe rapidamente nel corso dei primi decenni del Novecento, e nel 1910 fu già la prima azienda olandese per dimensioni, importanza e per organico, costituito da oltre 2 000 lavoratori. Successivamente si specializzò nella produzione di apparecchi elettromedicali, e nel 1918 presentò il primo tubo a raggi X.
Gli anni venti videro Philips specializzarsi nel settore della radiodiffusione, con l'avvio della produzione di apparecchi radiofonici nel 1927. Per la necessità di valvole termoioniche (e di altri componenti), instaurò una collaborazione con il produttore inglese Mullard. L'azienda olandese ottenne un successo immediato, riuscendo a vendere entro il 1932 oltre un milione di apparecchi radio, e divenire il primo produttore mondiale. Questi risultati contribuirono a far espandere la società, che già in quel periodo contava numerose filiali commerciali in tutta Europa e un organico di oltre 45 000 dipendenti, ma la prima vera innovazione arrivò nel 1939 con l'inizio della produzione dei rasoi elettrici Philishave.
Il 9 maggio 1940 il direttore della Philips fu informato che la Germania aveva invaso i Paesi Bassi e, dopo essersi trasferito negli USA con una ingente quantità di fondi, riuscì poi a trasferire l'azienda nelle Antille olandesi. Finita la guerra la sede aziendale fu riportata ad Eindhoven.
Molti pensano che la Philips fornisse ai nazisti un contributo sia alla progettazione delle armi sia di materiali per la costruzione delle stesse, ma non vi è evidenza storica di una collaborazione attiva; la sede della Philips fu comunque bombardata dagli Alleati che, con tale bombardamento, si ripromettevano di rallentare lo sviluppo delle armi naziste. Va anche detto che alcuni membri della famiglia Philips rimasti in Olanda durante il conflitto (e tra questi, in particolare, Frits Philips) salvarono la vita a 382 ebrei che lavoravano nell'azienda, sostenendo l'indispensabilità del lavoro di tali operai per la produzione aziendale. Per tale atto Frits fu insignito, nel 1996, dall'allora ambasciatore israeliano, dell'onorificenza di Giusto tra le nazioni.
Nel secondo dopoguerra arrivarono altri successi, come la produzione dei primi televisori (di cui l'azienda aveva già avviato sperimentazioni nel 1925), il lancio delle musicassette del 1963 e la produzione del primo circuito integrato nel 1965.
Nel corso degli anni settanta e ottanta, la società effettuò una serie di acquisizioni di altre aziende nell'ambito dell'elettronica e della microelettronica, come le statunitensi Magnavox nel 1974, Signetics nel 1975, Philco nel 1981, la divisione lampade di Westinghouse Electric e la Sylvania nel 1983.
Nel 1982 ha lanciato, insieme alla Sony il primo lettore di Compact disc, l'anno successivo entra nel settore delle telecomunicazioni e, con la statunitense AT&T, forma una joint-venture denominata AT&T/Philips.

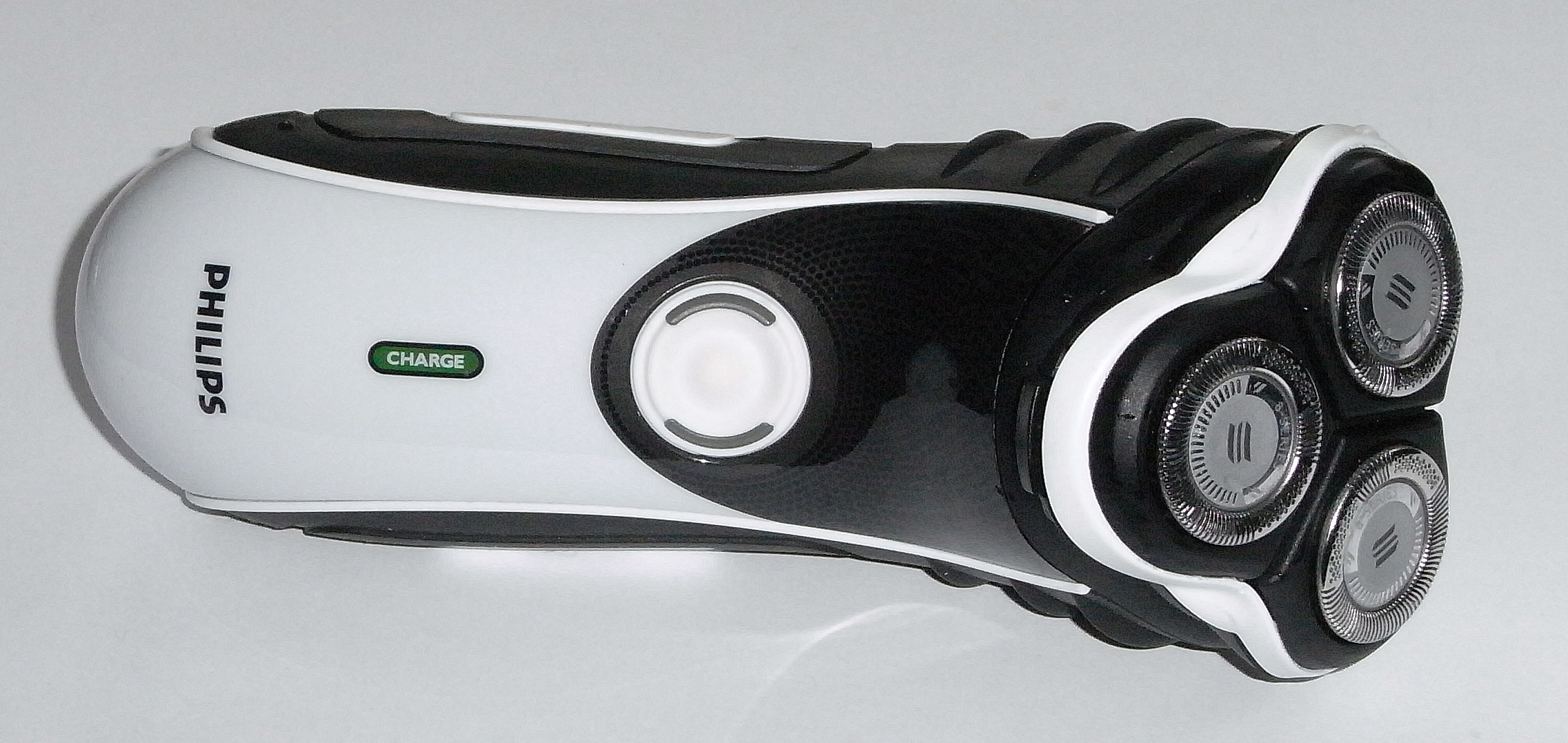
Rasoio elettrico Philips

Il 1984 per la multinazionale olandese è l'anno dei record: in quell'anno ha realizzato un fatturato di 55 miliardi di fiorini olandesi (circa 30 000 miliardi di lire dell'epoca) e venduto oltre 100 milioni di televisori. Nello stesso anno acquisisce il controllo della tedesca Grundig (in cui era entrata nel 1972 e che nel 1993 verrà ceduta).
Nel 1988 la divisione discografica della Philips, denominata PolyGram, viene ceduta alla Seagram e poi farà parte del gruppo Universal Music Group.
Negli anni novanta la Philips affronta una crisi finanziaria e di fatturato. L'azienda effettua un programma di ristrutturazione, con la chiusura di 70 stabilimenti, il taglio di 50 000 posti di lavoro e la cessione della divisione elettrodomestici ad altre società; successivamente abbandona la joint-venture con la AT&T. Intorno al 1991 immette sul mercato il primo CD-i e il Video CD, ed è tra le prime nel mondo a sviluppare la televisione ad alta definizione. Successivamente cede anche la divisione informatica.
Uno dei pochi fiaschi dell'azienda rimane quello dello standard V2000 nel campo della videoregistrazione, lanciato in contemporanea con gli altri ma soccombente nei confronti del Betamax della Sony e ancor più di quello ormai standard de facto, il VHS della JVC.
Nel 1995, l'azienda prosegue con i piani di ristrutturazione societaria, tagliando diversi posti di lavoro e chiudendo molti impianti di produzione, ma contemporaneamente apre i primi stabilimenti in Europa Orientale, Estremo Oriente e America Latina.
Nel 1997 comincia il trasferimento della sede aziendale da Eindhoven ad Amsterdam, completato nel 2002: uno spostamento che potrebbe essere considerato un ritorno alle origini, visto che Gerard Philips – quando decise di fabbricare lampadine – viveva proprio ad Amsterdam.
Nel 1999 Philips crea una joint venture con la LG Electronics denominata LG Display, inizialmente per la produzione di tubi catodici e successivamente di pannelli LCD. Di questa società Philips cederà gradualmente le quote ai coreani, fino a quando ne uscirà definitivamente dieci anni dopo.

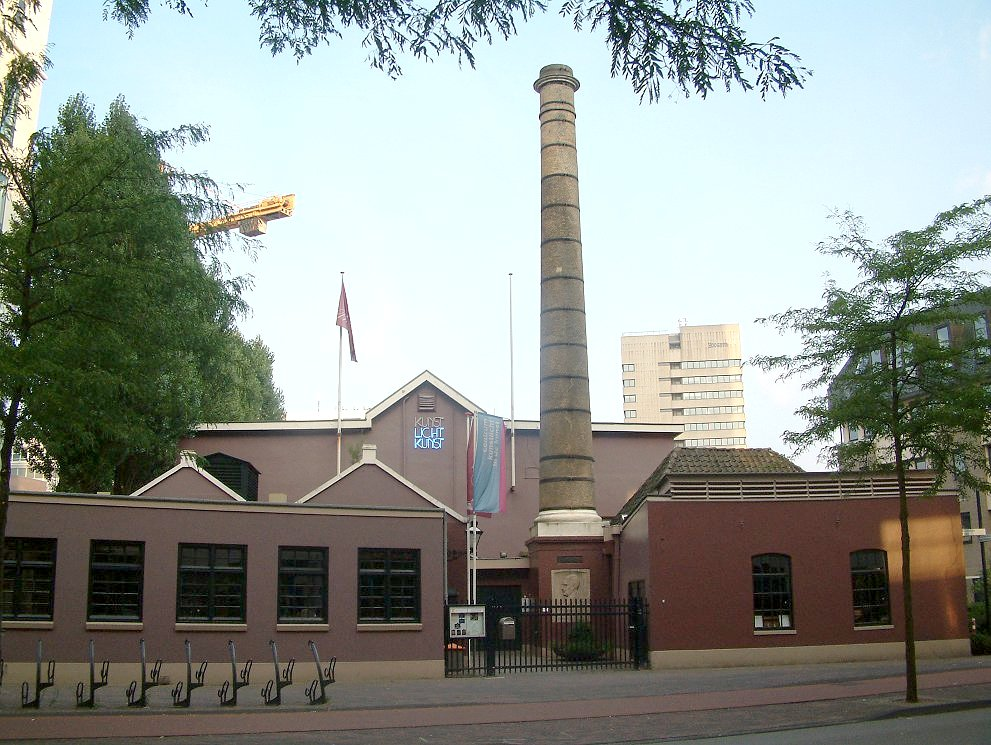
La prima fabbrica Philips di Eindhoven, oggi museo

Nel dicembre del 2005 la divisione produttiva dei semiconduttori viene separata dalla casa madre, assumendo nel 2006 il nome di NXP Semiconductors. Soltanto nel 2006 la multinazionale olandese comincia a migliorare i propri conti, dopo aver ceduto la divisione semiconduttori. Nello stesso anno, insieme alla Sony, lancia sul mercato il primo Blu-ray.
Nel 2006 la Philips ha lanciato il rasoio Philips Norelco Bodygroom per la rasatura del pelo corporeo maschile. L’apposito sito Web e la presentazione nello show di Howard Stern hanno attirato l’attenzione.
Nel 2009 Philips lancia il primo televisore LCD Full HD in formato 21:9 (Philips Cinema 21:9 TV), sviluppato per la visualizzazione di contenuti cinematografici, sia in Blu-ray che in DVD. Nello stesso anno ha avviato la produzione dei televisori a tecnologia LED, ed ha anche annunciato il suo ingresso nel mercato dei sex toys, con i vibratori elettrici, decisione che ha destato non poco scalpore.
All'inizio del 2013 Philips decide di vendere il suo segmento Lifestyle Entertainment a Funai, già partner della società, per 150 milioni di euro. Con questa mossa Philips esce definitivamente dal mercato dell'intrattenimento domestico per dedicarsi a prodotti per l'illuminazione, salute e benessere. Funai acquisirà il segmento audio entro il primo semestre del 2013, mentre il passaggio del segmento video impiegherà più tempo, concludendosi nel 2017.
Alla fine di ottobre 2013, Philips risolve il suo contratto con Funai e avvia una procedura di denuncia per danni. Secondo l'Ad Frans van Houten, infatti, Funai non avrebbe rispettato gli accordi per lo sviluppo tecnologico dei prodotti, rischiando di danneggiare il marchio olandese nella competizione con i concorrenti.
La divisione Audio, Video e Multimedia è della WOOX Innovations, divisione interna della Ditta olandese con 1,2 miliardi di euro annui di fatturato.

## Informazioni generali
Philips è un’azienda leader nel campo della salute e dell’Health Technology, il cui scopo è quello di rendere migliore la vita delle persone, contribuendo a creare un mondo più sano mediante innovazioni tecnologiche significative.
Le divisioni Illuminazione (illuminotecnica per la casa e professionale) e TV sono state cedute tra il 2013 e il 2017 e, benché sia rimasto il marchio in commercio, non appartengono più alla Casa Madre.
Nel 2009 il gruppo olandese contava oltre 127 stabilimenti sparsi in 29 paesi, numerose filiali commerciali in oltre 100 paesi, 7 laboratori di ricerca (in cui la società è attiva dal 1914) e detiene 48.000 brevetti registrati, 35.000 marchi registrati, 56.000 diritti di design e 3.100 domini.
Philips è stata tra i principali produttori nell'illuminazione a basso consumo energetico e LED – professionale e pubblica – ad alta efficienza, dei sistemi e servizi di diagnostica per immagini e monitoraggio dei pazienti ed ha buona posizione nel mercato dei televisori e dell'elettronica di consumo in generale in Europa e nei paesi emergenti.

## Philips in Italia

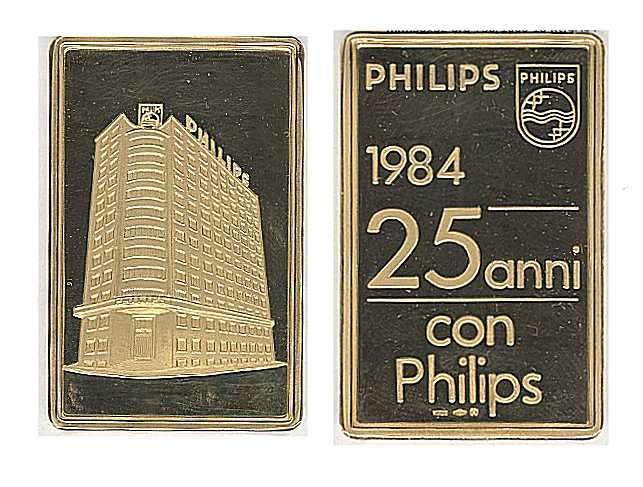
La sede della Philips S.p.a. in piazza IV Novembre, 3 a Milano, il palazzo costruito nel 1948 è stato la sede della società fino al 1999

La presenza di Philips in Italia risale al 1923 quando a Milano fu fondata la Philips Società Anonima Italiana. 
La ditta da semplice filiale commerciale si ingrandì e rilevò nel 1928 ad Alpignano (TO), lo stabilimento di produzione di lampadine fondato da Alessandro Cruto, trasformandolo nel primo stabilimento italiano Philips. Un altro stabilimento venne aperto a Monza nel 1958 per la produzione di cinescopi e successivamente di televisori, che rimase attivo fino al 1996, quando la multinazionale olandese a seguito di un piano di ristrutturazione aziendale, decise di chiudere l'impianto. Nel 1970, fu aperto anche uno stabilimento a Bari dedicato alla produzione di apparecchi medicali.
In Italia Philips ha effettuato, negli anni, alcune operazioni di acquisizione: inizialmente di due importanti aziende della provincia di Varese, la FIMI (1969), più nota come Phonola, e la Ignis (1970), importante marchio italiano di elettrodomestici; nel 2009, poi, ha acquisito il controllo di Saeco, produttrice di macchine da caffè e della Ilti Luce, nell'applicazione delle tecnologie luminose LED all'architettura d'interni. A inizio 2020 la Ilti Luce viene acquisita dalla Nemo srl, anche nota come Nemo Lighting
Nel 1948 fu costruito il palazzo in piazza IV Novembre, 3 a Milano per essere la sede amministrativa di Philips Italia fino al trasferimento della stessa a Monza nel 1999. Dal 2018 la sede di Philips Italia è ubicata in Viale Sarca 235 a Milano.

## Sponsorizzazioni
Nel campo delle sponsorizzazioni sportive, Philips partecipa attivamente alla vita del club calcistico della sua città, il PSV, fondato proprio da alcuni dipendenti di tale azienda, e di cui è stato sponsor di maglia ininterrottamente dal 1982 al 2016. Negli altri sport, in Formula 1 è stato main sponsor della scuderia Williams nella stagioni 2009 e 2010.
Al villaggio dei Giochi della XVII Olimpiade era presente con 200 radioricevitori, 150 televisori, 300 rasoi elettrici, 100 lampade Infraphil a raggi infrarossi, apparecchiature elettromedicali e 1000 ventilatori.

In Italia, Philips è stata sponsor principale della squadra di pallavolo della Panini vincitrice della Coppa dei Campioni 1989-1990, e della squadra di football americano dei Frogs Legnano vincitori dell'Eurobowl nel 1989.

## Logo
Il logo storico, utilizzato per oltre un secolo con poche varianti, rappresenta graficamente il cielo stellato, con la Via Lattea (le linee sinuose) e quattro stelle a due a due di diversa grandezza, in composizione simmetrica; suggerisce anche l'idea delle onde radio nell'etere cosmico.

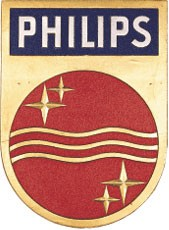
Logo scudo Philips utilizzato fino al 1968
Logo scudo Philips utilizzato fino al marzo 2008
Logo scudo Philips utilizzato fino al novembre 2013
Logo scudo Philips introdotto nel novembre 2013
Scritta logo Philips utilizzata fino al marzo 2008
Scritta logo Philips attuale